# Нуцлео Артиђанале (Терамо)
Нуцлео Артиђанале (итал. Nucleo Artigianale) је насеље у Италији у округу Терамо, региону Абруцо.
Према процени из 2011. у насељу је живело 56 становника. Насеље се налази на надморској висини од 145 м.